# Šaltuona
Šaltuona (pol. Szałtona) – rzeka na Litwie, w okręgach tauroskim i kowieńskim, w rejonach jurborskim i rosieńskim. Lewy dopływ Szeszuwy. Długość rzeki wynosi 73 kilometrów, a powierzchnia dorzecza 570 km². Źródło rzeki znajduje się w pobliżu wsi Pakapurnis. Wpływa do Szeszuwy 37 km od jej ujścia do Jury.
Szerokość rzeki wynosi od 5 do 11 metrów, a głębokość od 30 do 50 centymetrów. Średnie nachylenie wynosi 1,24 m/km. Prędkość rzeki wynosi od 0,1-0,4 m/s. Średni przepływ w miejscu ujścia wynosi 4,67 m³/s.

## Dopływy
Lewostronne:
- Beržupis
- Apusinas
- Lagyaronė
- Pacekluonis
- Bebirva

Prawostronne:
- Prabauda
- Kalnupis
- Šlyna
- Viščiova
- Akmena
- Eržvilkai
- Viržuona
- Labaukštas

## Ochrona
Na obszarze rzeki znajduje się rezerwat botaniczno-zoologiczny, na którego obszarze chronione są takie gatunki jak: mieczyk dachówkowaty, modraszek telejus, czerwończyk nieparek oraz skójka gruboskorupowa.